# Kleiner Bratschenkopf
Kleiner Bratschenkopf är en bergstopp i Österrike.   Den ligger i distriktet Sankt Johann im Pongau och förbundslandet Salzburg, i den centrala delen av landet, 260 km väster om huvudstaden Wien. Toppen på Kleiner Bratschenkopf är 2 028 meter över havet.
Terrängen runt Kleiner Bratschenkopf är huvudsakligen bergig, men åt sydväst är den kuperad. Närmaste större samhälle är Saalfelden am Steinernen Meer, 19,0 km väster om Kleiner Bratschenkopf. 
I omgivningarna runt Kleiner Bratschenkopf växer i huvudsak blandskog. Runt Kleiner Bratschenkopf är det ganska glesbefolkat, med 45 invånare per kvadratkilometer.